# 愛爾蘭自由邦行政會議主席
愛爾蘭自由邦行政會議主席是1922年至1937年間存在的愛爾蘭自由邦之政府首腦。
愛爾蘭自由邦行政會議主席主持該邦的內閣——愛爾蘭自由邦行政會議，由愛爾蘭自由邦總督根據邦議會下議院的提名任命，並且必須獲得下議院的信任才能繼續任職。該職位由愛爾蘭總理繼任。
理論上，愛爾蘭自由邦的行政權屬於總督，行政會議有權“協助和建議”總督。但是，總督必須根據行政會議的建議行使其權力，使行政會議主席成為愛爾蘭自由邦事實上的政治領袖。